# Heteroptolis leucosta
Heteroptolis leucosta är en fjärilsart som beskrevs av Oswald Beltram Lower 1892. Heteroptolis leucosta ingår i släktet Heteroptolis och familjen praktmalar, Oecophoridae. Inga underarter finns listade i Catalogue of Life.